# Orde van Sint-Patrick (Verenigd Koninkrijk)
De Meest Illustere Orde van Sint-Patrick (Engels: The Most Illustrious Order of Saint Patrick) werd in 1783 door koning George III van het Verenigd Koninkrijk ingesteld en was de Ierse tegenhanger van de Engels Orde van de Kousenband en de Schotse Orde van de Distel.

Ierland was in 1783 een van de drie koninkrijken waaruit het Verenigd Koninkrijk tot 1801 bestond. Om de Ierse edelen, die in het Ierse Hogerhuis zitting hadden en dankzij het corrupte Ierse kiesstelsel vaak een flink aantal leden van het Ierse Lagerhuis aanwezen, aan de regering te binden,
drongen de Engelse minister Lord Townshend en gouverneur Lord Temple in Londen aan op het stichtten van een eigen Ierse Orde. In het Koninkrijk Ierland zelf was geen initiatief genomen om een Orde te stichten.

Om de Orde aantrekkelijk te maken werd zij zo prachtig uitgevoerd als de gerenommeerde Orde van de Kouseband en werd de naam "Most Illustrious Order of Saint Patrick" gekozen. De Orde werd al snel zeer populair en de Ierse edelen lieten zich graag benoemen.

Tot 1922 werden er 146 ridders in deze orde benoemd. In dat jaar kwamen de Britse en Ierse regering overeen dat er geen nieuwe ridders (“Knighs Companion” genoemd) zouden worden benoemd.
De Britse koning benoemde tussen 1927 en 1934 desondanks twee van zijn zonen (maar niet de hertog van Kent) als " extra knights" in de Orde.

Eduard VIII benoemde in 1937 zijn broer en opvolger de hertog van York in de Orde.

Formeel bestaat de Orde van Sint-Patrick ook vandaag nog, Elizabeth II van het Verenigd Koninkrijk is de soevereine van de Orde en een van de herauten “Norroy and Ulster King of Arms” genaamd is een officier, waarmee in Groot-Brittannië een functionaris wordt bedoeld, van de Orde van Sint-Patrick.

Er is geen grootmeester en de laatste ridder, prins Hendrik van Gloucester stierf in 1974.
Sint-Patrick, de schutspatroon van Ierland, is de patroonheilige van de Orde en het motto is Quis separabit? (Latijn: "Wie zal ons scheiden?"). Dit motto verwijst naar de brief aan de Romeinen waarin de apostel Paulus vraagt “wie ons zal scheiden van de liefde van Christus” (Romeinen 8:35). Het is een geleend motief van een Ierse vereniging die zich aan liefdadigheid en het bestrijden van het duelleren wijdde, de “Orde van de Vriendelijke Broeders van Sint-Patrick”, waarin ook de door de Britse regering en de protestantse edelen van Ierland voorgestane eenheid van Engeland en Ierland tot uitdrukking komt.
Terwijl de meeste van de Britse ridderorden in alle drie de koninkrijken en Wales werden verleend zijn de Orde van de Distel en de Orde van Sint-Patrick specifiek Schots en Iers. Men kan in de Orde van Sint-Patrick een Ierse Orde van de Distel of Kousenband zien.
In 1907 werden de kostbare versierselen van de grootmeester van de Orde, een keten en een ster, die in het kasteel van Dublin werden bewaard, kort voordat de soeverein van de Orde, Eduard VII een kapittel van de Orde zou bijwonen, gestolen. Er verdwenen ook vijf vergulde gouden ketens die klaar lagen om vijf nieuwe ridders te installeren. De kostbare ketens en andere juwelen werden nooit teruggevonden.

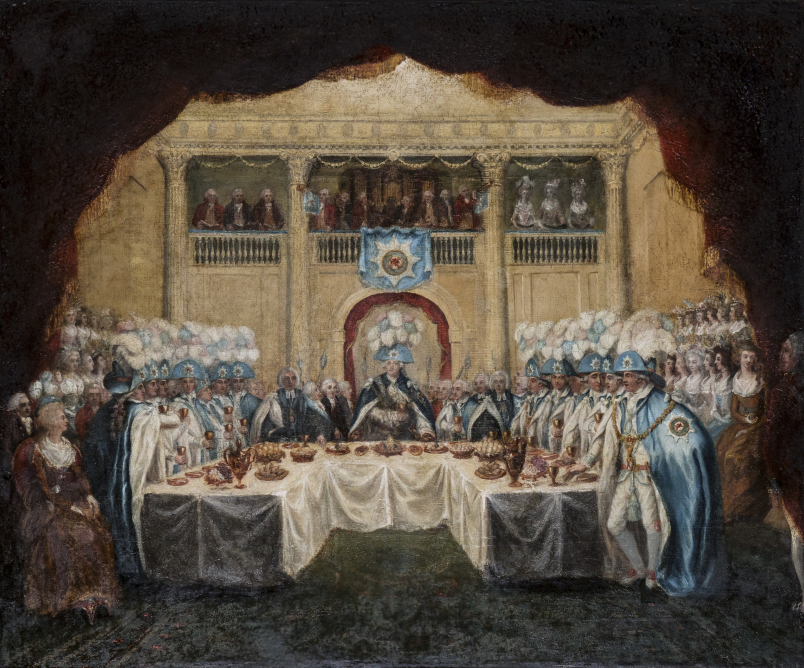
Dit diner voorafgaande aan de installatie van de ridders vond plaats op 17 maart 1783 in de grote zaal van het kasteel van Dublin.

## De eerste dagen van de Orde
De Orde van Sint-Patrick werd in 1783 gesticht en dat was een jaar nadat Ierland een ruime mate van autonomie had gekregen. De Britse regering gebruikte de Orde van het Bad als een instrument van politieke protectie en had nu in Ierland een vast aantal parlementsleden naar het Londense Hoger- en Lagerhuis zou afvaardigen instrumenten nodig om de aanhangers te belonen.
De statuten van de Orde stelden vast dat de leden zowel “ridders” als “gentlemen“ moesten zijn. Een gentleman werd gedefinieerd als iemand met zowel aan de vaders- als de moederszijde drie generaties van “noblese” wat inhield dat al de acht overgrootouders een wapen moesten hebben gevoerd. Anders dan op het Europese vasteland mag niet iedereen in Engeland een wapen voeren en het College van Herauten gaf alleen mensen met een bepaald vermogen en een goede naam verlof om zulks te doen.
In 1905 werden de eisen afgezwakt; trouw en een zekere verdienste voldeden nu maar in de praktijk is dat de Orde van Sint-Patrick in de 135 jaar waarin zij bloeide alleen aan Ierse edellieden (Irish Peers) en enkele Britse prinsen werd verleend. De Orde was daarmee exclusiever dan de orden van het Bad, de Distel en de Kousenband die ook verdienstelijke militairen en bestuurders hebben toegelaten. Dames werden niet benoemd en alleen koningin Victoria heeft als soevereine een rol in de Orde van Sint-Patrick gespeeld. Voor haar werd een kleine keten gemaakt want de grote vorstin was klein van stuk.
Het rode kruis van Sint-Patrick, een andreaskruis, werd als symbool van de Orde gekozen. Verder waren er typisch Ierse motieven als de harp en het klaverblad die het kleinood en keten versierden. De beugelkroon op de keten is de Engelse “kroon van Sint-James”.

## De Orde van Sint-Patrick en de Ierse Vrijstaat
De eerste Ierse regering onder leiding van W.T. Cosgrave koos ervoor om geen ridderorden te verlenen. Sinds de Ierse Vrijstaat zich in 1922 losmaakte van het "Verenigd Koninkrijk van Groot-Brittannië en Ierland" zijn door de Britse Koning George V nog twee van zijn zonen (maar niet de hertog van Kent) in de Orde benoemd. De Ierse regering tekende geen bezwaar aan. In 1937 benoemde de ongehuwde en kinderloze Eduard VIII zijn broer en vermoedelijke opvolger George, hertog van York in deze Ierse Orde. Aan de benoeming werd weinig ruchtbaarheid gegeven. De laatste van de prinsen, de hertog van Gloucester, overleed in 1973 als laatste ridder in de Orde van Sint-Patrick.
In Noord-Ierland en aan het Britse hof was er veel belangstelling voor het herstel van de Orde maar dat bleek niet mogelijk omdat zij te "groot" (lees; te prachtlievend en voornaam) was voor het kleine Ulster en men zich niet kon voorstellen dat men ook ridders buiten de door de Ierse burgeroorlog sterk gekrompen kring van in Ierland levende Ierse edelen zou kunnen benoemen.
Ierland stond niet toe dat er Ierse burgers werden benoemd en in Londen wilde men geen Engelsen in de Ierse Orde benoemen. Deze patstelling hield jarenlang aan totdat duidelijk werd dat de Orde langzaam uit zou sterven. Toen de generatie die nog herinneringen had aan het schitterende hof van de onderkoning in Dublin en de grote feesten van de Ierse edelen was gestorven had de Orde, buiten Winston Churchill en enige Noord-Ierse politici ook geen pleitbezorgers met invloed in Londen.

### Een mogelijke renaissance van de Orde
Winston Churchill polste zijn medewerkers in 1943 over de mogelijke benoeming van veldmaarschalk Alexander maar de betrekkingen met het neutrale maar enigszins pro-Duitse Ierland waren in de ogen van zijn adviseurs te precair om een dergelijke stap te riskeren.
 Ook in Dublin bleef de Orde onvergeten en taoiseach (premier) Seán Lemass overwoog in de jaren ’60 nieuwe benoemingen in de Orde van Sint-Patrick. Het kwam tot niets.
Het is mogelijk voor de Britse vorstin om de “slapende” Orde nieuw leven in te blazen, zij zou dat alleen of in samenwerking met de Ierse regering kunnen doen en de Ierse krant Sunday Independent pleitte in 2004 nog voor het instellen van een gezamenlijke onderscheiding voor verdiensten voor de Anglo-Ierse betrekkingen.
De Ierse grondwet die het aannemen van vreemde adeldom expliciet verbiedt kan zo worden uitgelegd dat een benoeming in een gezamenlijke Orde voor Ierse onderdanen wel mogelijk is. Peter Galloway, die twee monografieën over de Orde schreef, wijst erop dat de Orde politieke doelen, de eenheid van het Verenigd Koninkrijk en invloed in het Ierse parlement diende en dat beide niet meer bestaan.

## De leden van de Orde van Sint-Patrick

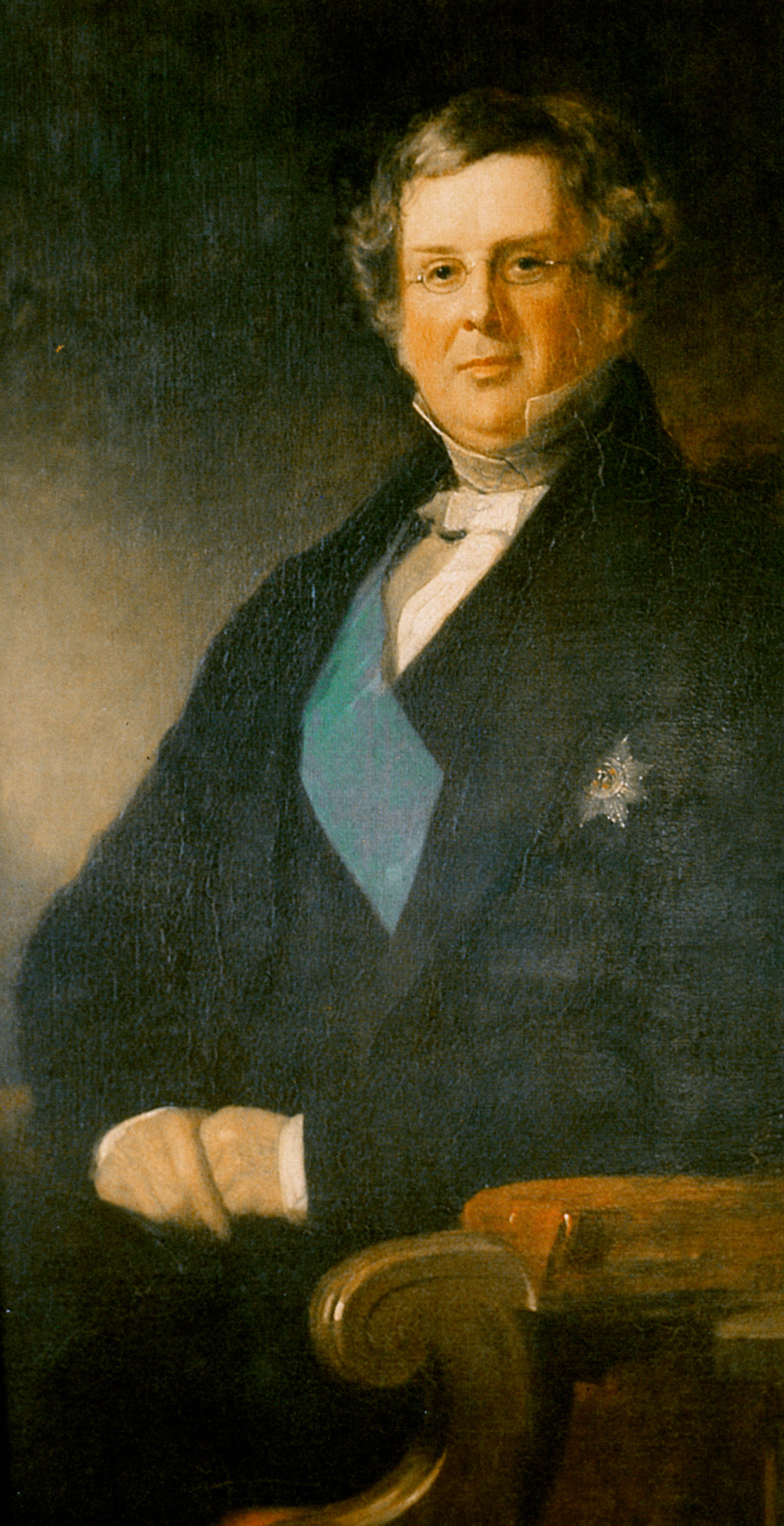
De astronoom William Parsons, 3e graaf van Rosse met lint en ster van de Orde

De Britse monarch was en is de soeverein van de Orde van Sint-Patrick, het bestuur lag in handen van de “Lord Lieutenant of Ireland”, de gouverneur in Dublin. In 1922 trad de laatste van de lords lieutenants, burggraaf Fitzalan of Derwent af en hij werd niet vervangen.
In eerste aanleg bestond de Orde uit vijftien ridders en hun soeverein. De statuten voorzagen in zestien ridders maar George III besloot een van de stoelen in het koor zelf te gebruiken.

In 1821 benoemde George IV nog zes extra, “summeraire” ridders. Deze stap werd pas in 1830 achteraf wettelijk geregeld.
In 1833 wijzigde zijn broer en opvolger Willem IV de statuten zodat er nu 22 ridders zouden zijn. De koninklijke prinsen telden hierbij niet mee; zij waren "extra knights".
Merkwaardig is de omstandigheid dat de gouverneur en grootmeester geen lid van de orde was. De grootmeester installeerde de leden en droeg daarbij ook een mantel en keten maar na zijn aftreden behield hij officieel geen herinnering aan zijn ambtstijd. De orde was zo exclusief dat de koningen en koningin Victoria zich verzetten tegen het opnemen van de elkaar om de paar jaar afwisselende politici.
De (ex)grootmeesters protesteerden regelmatig en al in 1783 werd Lord Temple toegestaan om na zijn aftreden het kleinood te blijven dragen. Koning Willem IV vond het goed dat de oud-grootmeesters een replica van het insigne van een grootmeester aan een lint om de hals bleven dragen en alle oud-grootmeesters bleven, zonder dat zij daar recht op hadden, hun leven lang de ster van de orde dragen. Koningin Victoria keurde dit in 1839 goed. Het gevolg van deze mondelinge of in brieven gegeven koninklijke beslissingen was dat de statuten van de orde al in de 19e eeuw erg verouderd waren.
De oorspronkelijke statuten die sterk op die van de Orde van de Kousenband leken schreven voor dat de ridders zelf hun opengevallen plaatsen zouden aanvullen middels en verkiezing waarbij iedere ridder drie graven, markiezen of hertogen, drie baronnen of burggraven en drie ridders voor zou dragen.Daarna zou worden gestemd en de soeverein zou dan de gekozen edelman benoemen.

In de praktijk is deze procedure nooit gevolgd, de grootmeester droeg iemand voor en de Koning week zelden van de voordracht af.
De plechtigheden van de Orde van Sint-Patrick vonden in een kathedraal van de protestantse Kerk van Ierland, een staatskerk, plaats en volgden tot 1871 een protestants ritueel. Desondanks werden na 1821 diverse katholieke edelen in de Orde benoemd.
De kosten van opname waren hoog; in 1871 moest een ridder 588 pond entreegeld betalen en een keten kostte 245 pond. Ook mantel en banier waren kostbaar. In 1861 bedankte de al benoemde burggraaf Lismore na veertien dagen voor de eer van het lidmaatschap omdat de kosten hem te hoog waren. Pas toen het aantal officieren afnam, ieder van hen kreeg 25 pond bij de installatie van een nieuwe ridder, werden ook de kosten lager. Rond 1870 was de animo om in de Orde opgenomen te worden door de zware financiële last volgens premier Gladstone in een brief aan koningin Victoria zozeer gedaald "dat het moeilijk werd om de opengevallen plaatsen weer in te vullen".

### Officieren van de Orde van Sint-Patrick
De soeverein en de grootmeester lieten zich door dertien voor het leven benoemde officieren bijstaan; een prelaat (de aartsbisschop van Armagh, een kanselier, een archivaris, een secretaris, een ceremoniemeester, een genealogist, een wapenkoning, twee herauten, “Cork” en “Dublin” geheten en tot slot “Athlone” en drie andere, naamloze, pursuivans.
De officieren droegen fraaie, net als de meeste andere versierselen en mantels van de orde in beginsel in Ierland zelf vervaardigde, versierselen en tabberds of mantels die hun taak in de Orde uitbeeldden.Zo droeg de archivaris een gouden boek, de prelaat een gouden mijtertje en de kanselier een gouden tasje aan een lint om de hals. De Orde van Sint-Patrick had meer officieren dan de andere orden en deze officieren werden voor het weinige werk ook erg ruim betaald. De laatste wapenkoning, Nevile Rodwell Wilkinson, werd in 1908 benoemd en ontving tot zijn dood in 1940 600 pond per jaar terwijl 120 pond in die tijd een normaal jaarsalaris voor een ambtenaar was. Voor de ineenstorting van het Britse bestuur in Dublin was een wapenkoning geen druk bezet man; na het uitroepen van de Ierse Vrijstaat had Sir Nevile vrijwel niets meer te doen.
Veel van de oorspronkelijke functionarissen waren priesters in de protestantse Ierse (staats)kerk en toen deze zieltogende en impopulaire institutie in 1871 werd afgeschaft besloot koningin Victoria dat zij in de Orde van Sint-Patrick hun tijd uit mochten dienen. De laatste protestantse aartsbisschop van Armagh stierf in 1884 en er werd geen opvolger benoemd. Een rivaal van de aartsbisschoppen van Armagh, de aartsbisschop van Dublin, was de oorspronkelijke kanselier van de Orde. Na 1886 nam de staatssecretaris voor Ierland deze post op zich en na 1922, toen ook deze functie werd opgeheven, bleef ook de functie van kanselier vacant.
De deken van de kathedraal van Sint-Patrick in Dublin was de archivaris (Registrar) maar in 1890 werd deze opgevolgd door een heraut; de wapenkoning van Ulster (“Ulster King of Arms”), sinds 1552 Ierlands hoogste heraldische autoriteit. Pas in 1943 werd als uitvloeisel van de wet waarin Ierland in 1920 werd gedeeld de taak van de wapenkoning van Ulster verdeeld over Norroy wapenkoning, vanouds verantwoordelijk voor de heraldiek in Noord-Engeland en een door de Ierse regering benoemde Eerste Heraut van Ierland. Zijn Engels collega is nu “Norroy en Ulster wapenkoning” en tevens archivaris en wapenkoning van de Orde van Sint-Patrick.
Net als bij de Orde van de Kousenband heette de ceremoniemeester of “usher”, naar de baton van zijn ambt, de ”Usher at Arms named the Black Rod". De laatste van de Ierse “ushers” stierf in 1933. In 1926 stierf de laatste secretaris en in 1930 de laatste van de genealogen.
Zo blijven nu de soeverein, Elizabeth II en Thomas Woodstock Esq. L.V.O, Norroy en Ulster wapenkoning als enigen over.

## De versierselen van de Orde van de Sint-Patrick

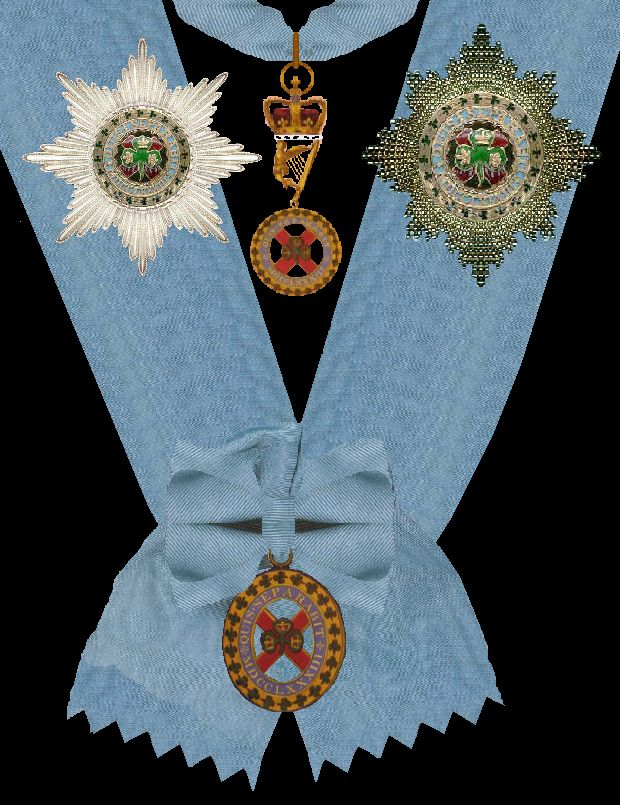
Twee sterren, het medaillon aan het lint en het insigne van een grootmeester van de Orde van Sint-Patrick.

De ridders droegen een juweel of kleinood in de vorm van een medaillon aan een verzilverde gouden keten bestaande uit zeven tudorrozen, veertien gouden knopen met kwasten en acht harpen. Boven de plaats waar het medaillon aan de keten werd vastgemaakt waren een koningskroon en een negende gouden harp bevestigd.

Op de linkerborst droegen de ridders een zilveren ster met een medaillon waarop een rood kruis was afgebeeld.

Het medaillon, dat in gouden en geëmailleerde uitvoeringen bekend is, werd ook wel aan een hemelsblauw lint over de rechterschouder gedragen.
De ridders lieten hun sterren en medaillons vaak op eigen kosten inleggen met diamanten, robijnen en smaragden. Er zijn vierkante en langwerpige sterren bekend; net als in de Orde van de Kousenband waren de sterren volgens de mode van de dag in eerste instantie langwerpig en later vierkant. De Orde heeft niet lang genoeg bestaan om de veranderde mode te volgen waardoor de ster van de Orde van de Kousenband nu weer even langwerpig is als in 1790. Ook de stralen van de ster veranderden in de loop der jaren sterk van vorm.
De grootmeester droeg een rond medaillon van de orde onder een harp en een koningskroon aan een hemelsblauw lint om de hals.

## De mantel van de Orde van Sint-Patrick

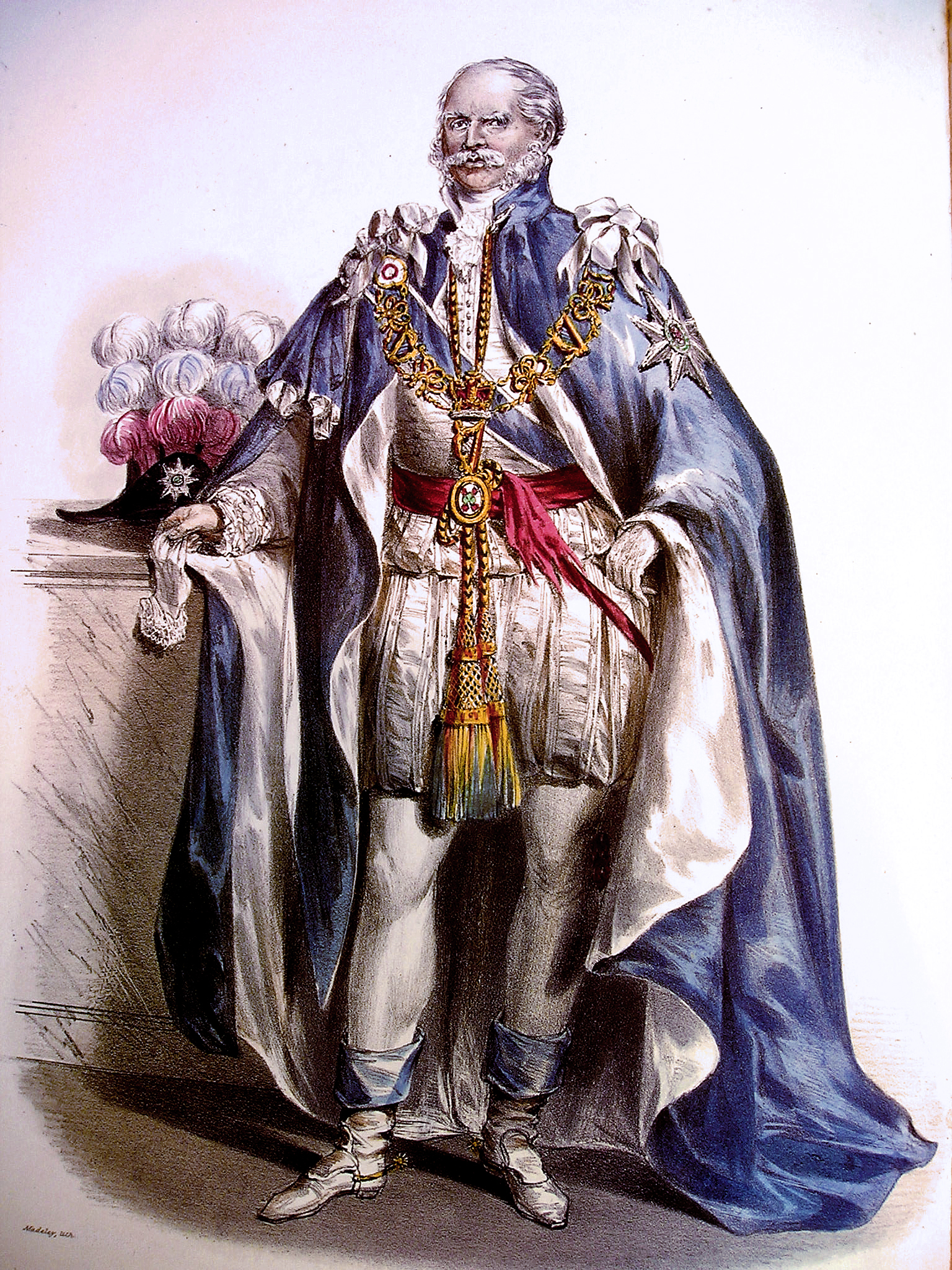
Ernst Augustus I van Hanover in de mantel van de Orde

Bij kroningen en plechtigheden van de Orde droegen de ridders als Ordekleding schitterende gewaden; een lichtblauwe met de ster van de Orde geborduurde zijden mantel die met witte zijde was gevoerd, en een witte satijnen, later zwart fluwelen, hoed met rode, witte en blauwe struisvogelveren.Er was ook onderkleding vastgesteld en de ridders droegen ook speciaal voor hen vervaardigde schoenen.
Over de mantel, of op een gala-uniform, werd het medaillon aan de zware gouden keten gedragen. Voor bij een rokkostuum of uniform waren er ook een zilveren ster en een breed lichtblauw lint dat over de linkerschouder werd gedragen
Het medaillon, de "investment badge" van de Orde, was van goud met een rood liggend kruis op een witte achtergrond. Daarop was een klaverblad aangebracht waarop drie koningskronen rustten.

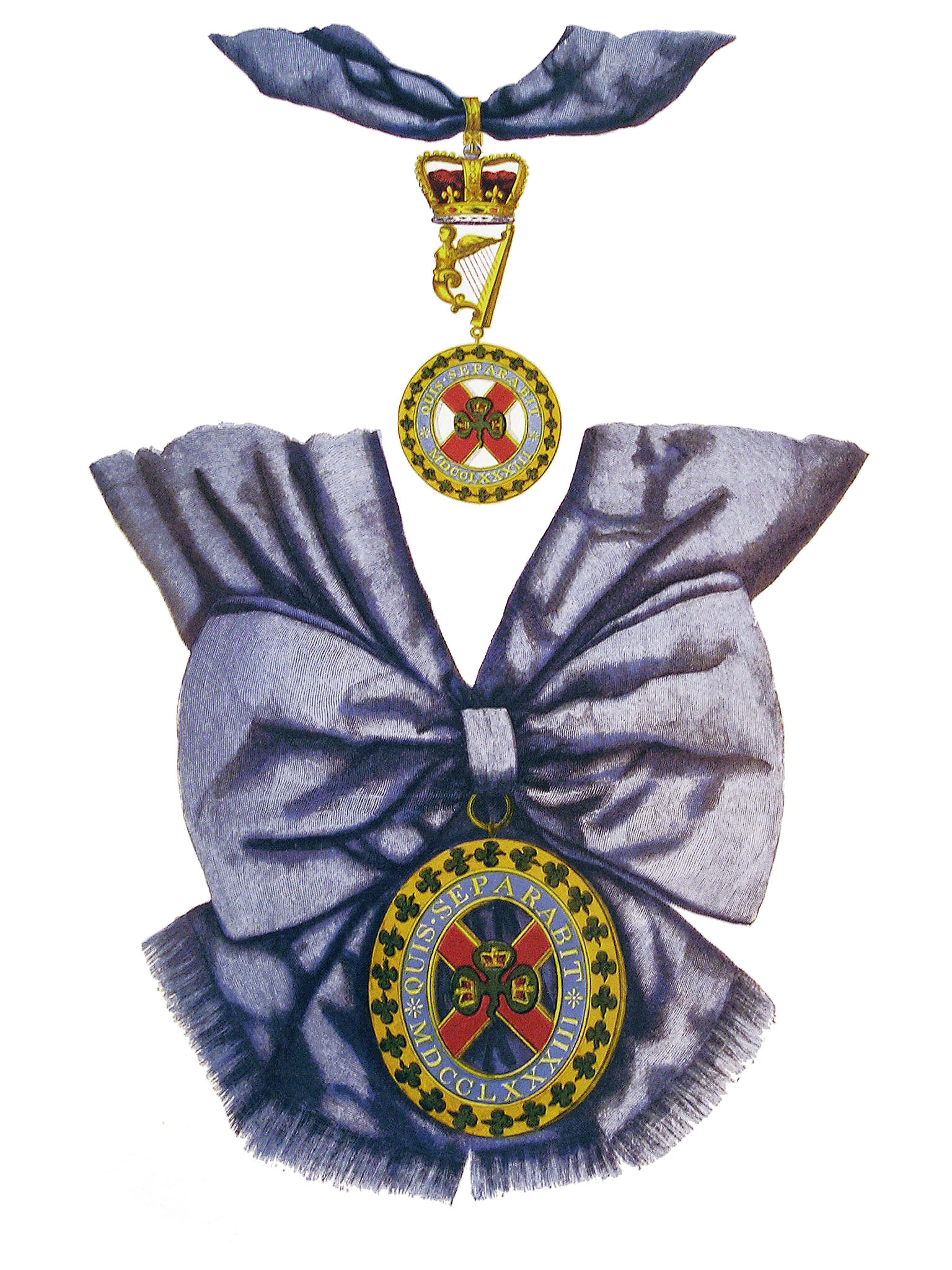
Grootlint en een insigne, in werkelijkheid was het lint veel lichter blauw

Op het medaillon staat het motto van de orde op een blauwe rand en de stichtingsdatum "MDCCLXXXIII".
De Grootmeester droeg dezelfde versierselen en kleding maar koning Willem IV schonk de Orde in 1831 een ster bezet met 394 roze Braziliaanse diamanten en een met diamanten versierd medaillon, beiden waren ook bezet met robijnen en smaragden. Dit waren de “kroonjuwelen van Ierland” die samen met vijf zware gouden ketenen werden gestolen.

## De kapel van de Orde

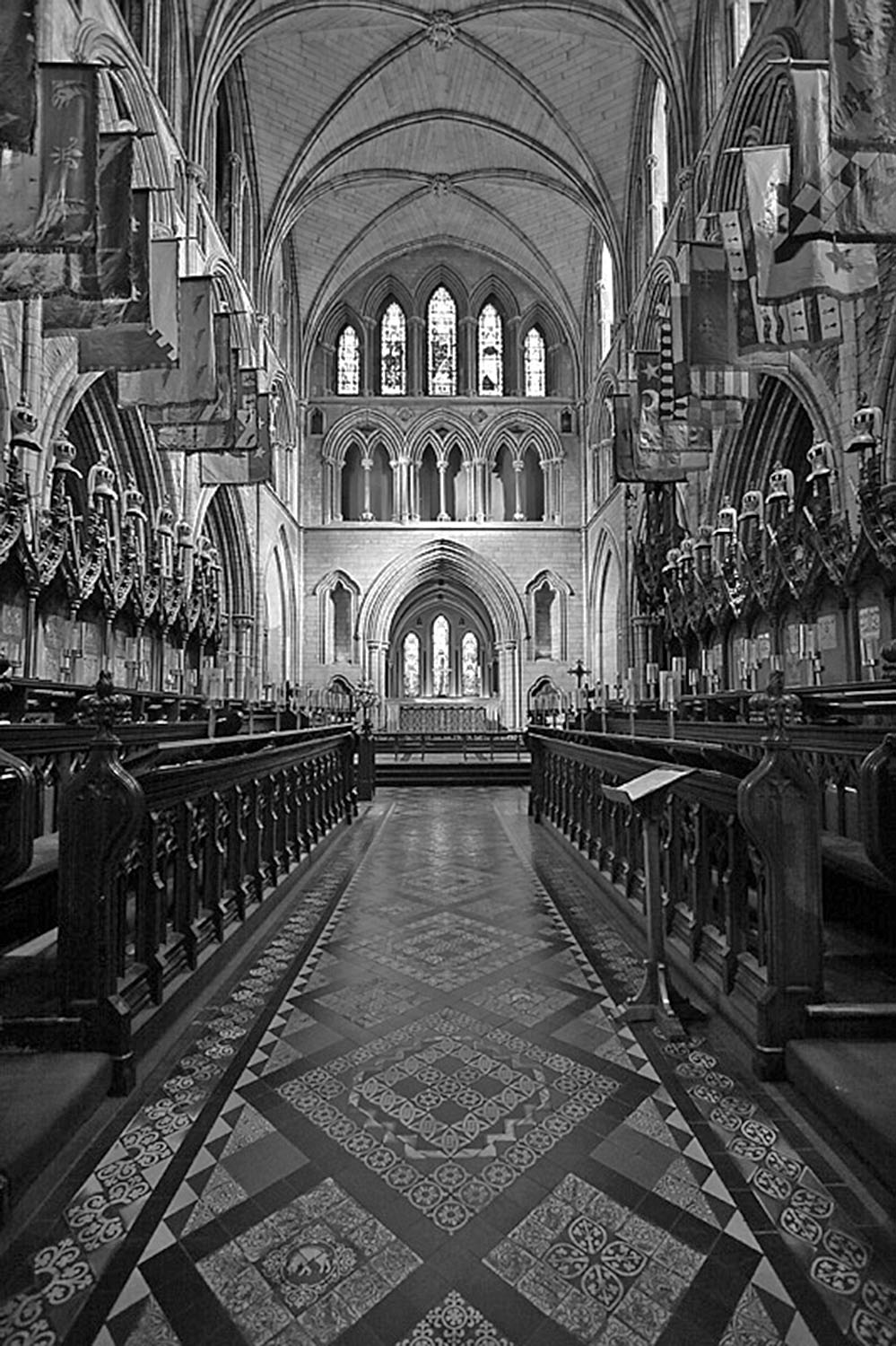
St Patrick's Kathedraal was the Kapel van de Order.

De kapel van de Orde was in de eerste jaren de Kathedraal van Sint-Patrick in Dublin. Iedere ridder bezat daar een eigen "stall", een zetel in het koor met boven die zetel de heraldische "achievement", zwaard, helm en uit hout gesneden helmteken en een banier met het wapen.
Op de achterwand van de "stall" brachten de ridders kleine koperen platen aan met hun wapen en titels. Wanneer een ridder stierf werden de helm en de andere delen van de achievement weggenomen maar bleef de "stallplaat" hangen.
Na de afschaffing van de Ierse staatskerk werd in 1871 besloten dat de kapel niet meer zou worden gebruikt maar op verzoek van Koningin Victoria ongewijzigd zou worden achtergelaten.
Tien jaar lang was de Orde van Sint-Patrick dakloos maar in 1881 werden de banieren, helmen en wapenborden van de Ridders van dat moment in de grote zaal van het kasteel van Dublin opgehangen.
De Ierse Vrijstaat liet de banieren van de in 1922 nog levende ridders wegnemen maar deze werden in 1962 tijdens een restauratie weer teruggehangen. Ontbrekende banieren werden vervangen en waar nodig werden de oude exemplaren gerestaureerd. De hal werd vanaf die tijd de "St Patrick's Hall" genoemd.
Hoewel er voor 1871 ongeveer 80 ridders waren benoemd zijn er geen 80 maar slechts 34 stalplaten en geen 60 maar slechts 40 wapenborden. Diefstal en een brand in 1940 kunnen het tekort verklaren. Galloway noemt in zijn boek over de Orde ook de mogelijkheid dat niet iedere ridder bereid was een duur, 30x36 centimeter groot geëmailleerd koperen plaatje aan te schaffen.

## De protocollaire plaats en de privileges van de ridders van Sint-Patrick

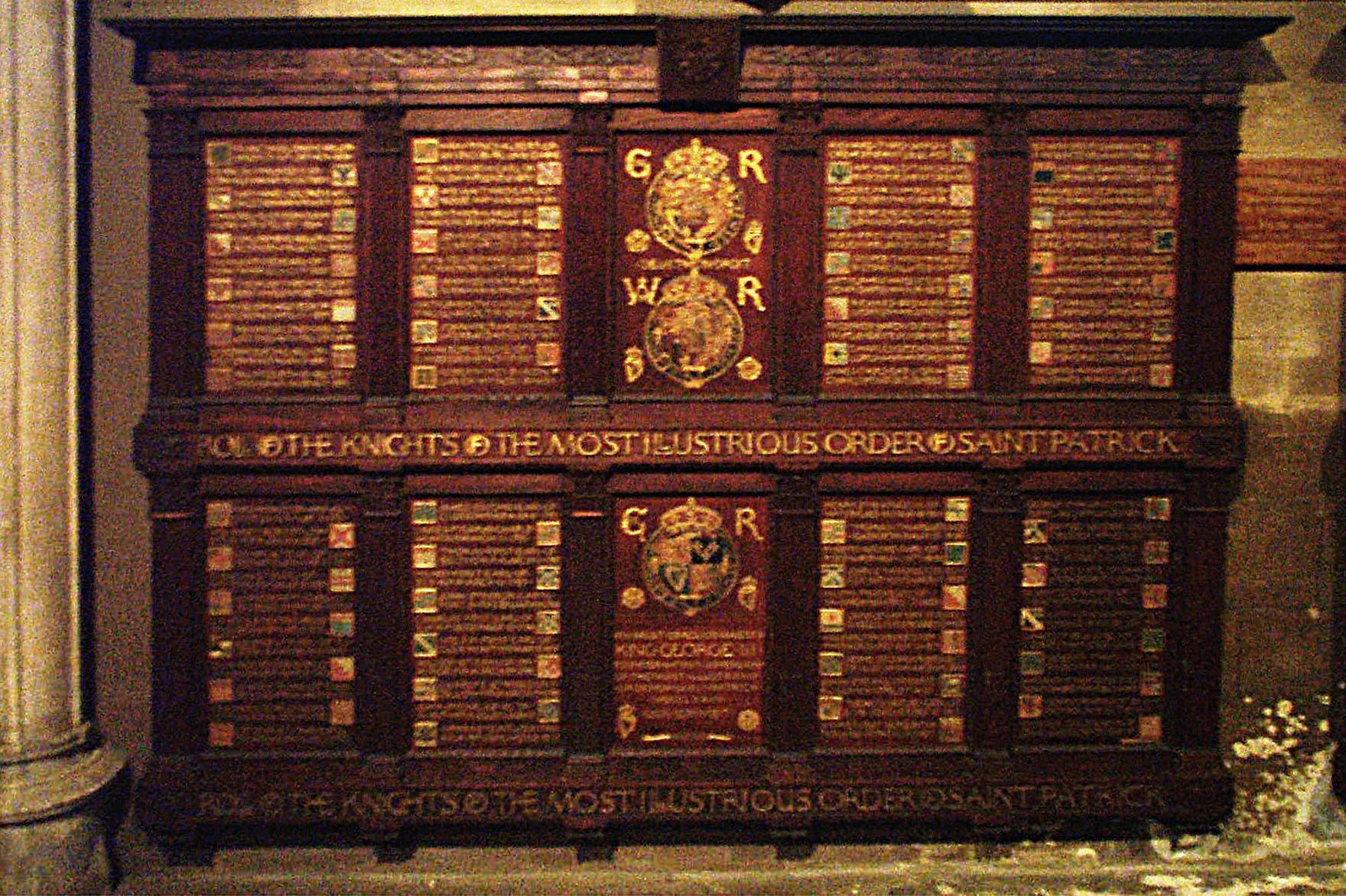
Een houten paneel met een lijst van de ridders in St Patrick's kathedraal in Dublin.

In de strenge Engelse "Order of Precedence" waarin iedere Brit een precieze plaats toegewezen krijgt kwam een ridder in deze orde ergens op de 1200e plaats maar omdat zij allen hertogelijke of andere hoge adellijke titels bezaten had deze vrij lage klassering voor hen en hun weduwen geen praktische gevolgen. Uiteraard gebruikte ook geen van de ridders de titel "Sir", zij waren immers allen al hertog of "Lord". De leden plaatsten wel de letters K.P. achter hun naam en titels.

## Deheraldiekvan de Orde van Sint-Patrick
Ridders konden een blauwe cirkelvormige band om hun wapenschild aanbrengen met het motto van de orde.Het was ook toegestaan om de keten met het medaillon om het schild te hangen. Bijzonder is dat de ridders van de orde het voorrecht van de peers en de koninklijke familie delen en schilddragers mogen gebruiken. Maar ook hier geldt dat alle leden daartoe hoe dan ook waren bevoegd omdat zij òfwel peers òfwel van Koninklijken bloede waren.